# The Spirit of Radio (Markonee)
The Spirit of Radio è il primo album del gruppo hard rock italiano Markonee.
È prodotto da Oderso Rubini che lo ha anche mixato, da Stefano Peresson e da Carlo Bevilacqua, registrato nel 2005 e pubblicato nel 2006 dalla Sonic Robots (RoboPhone per la versione in vinile).

## Tracce
1. Algoritmo
2. Colors
3. Black'n'Grey
4. Every Beat of My Heart
5. Loved Land
6. I Don't Remember Well
7. Discovery
8. Radio Time-Warp *
9. Would I Lie to You
10. Moving to America *
11. Modern Time Clockwork
12. I Know that You Know that He Knows *
13. Love on the Run *
14. Officer & Gentleman
15. Burnin'
16. I Would Die for You *
17. Near the End: *
  1. a) Fanfare for the Uncommon Man
  2. b) Full of Words Full of Sounds
  3. c) My Inheritance
  4. d) Choir of Angels
  5. e) Final Destination

* = traccia non presente nella versione in vinile.

## Componenti
- Emiliano Gurioli - voce
- Stefano Peresson - chitarra, tastiere, piano, basso, voce
- Carlo Bevilacqua - chitarra
- Diego Quarantotto - basso, piano, cori
- Davide Carletti - batteria
- Lara Tarantini - batteria (traccia 6)
- Susanna Minghetti - voce, cori